# Коробчук Лев Гавриїлович
Коробчу́к Лев Гавриї́лович (1919, Ярославська губернія, Російська імперія — 10 березня 1944, Ласків, Польща) — священик Польської православної церкви, що загинув від рук польських підпільних загонів. Один із восьми мучеників Холмських і Підляських. Загальний спомин встановлений у першу неділю червня, осібний спомин належить відправляти у день смерті.

## Життєпис
Лев Коробчук походив із родини етнічних українців, що мешкали на теренах Холмщини. Його батько, Гавриїл Коробчук, був протоієреєм місцевої православної церкви. Під час Першої світової війни сім'я Коробчуків, рятуючись від військових дій, опинилась у ролі біженців і змушена була оселитися в Ярославській губернії Росії. Тут у 1919 році і народився майбутній священномученик. Незабаром після народження сина Гавриїл Коробчук повернувся на батьківщину, де продовжив служіння в православній парафії.
Юний Левко спочатку навчався у середній школі Перемишля, а згодом і Львова. Здобувши світську освіту, він, перебуваючи під впливом побожного батька, також вирішив присвятити своє життя церковному служінню. У 1936 році Лев Коробчук вступив до Дяківської школи при Яблочинському монастирі. По завершенні навчання у 1939 році його направили дяком до парафії у Вербковичах, що на Холмщині. У цьому селі Лев Коробчук познайомився з Вірою Щур, з якою одружився у жовтні 1941 року.
У 1942 році дяк Лев прийняв дияконську, а трохи згодом ієрейську хіротонію з рук архиєпископа Холмського і Підляського Іларіона. Своє служіння вже в якості священника він почав з виконання доручень в управлінні Холмсько-Підляської єпархії, однак тривало воно недовго. У важкі часи Другої світової війни Левові Коробчуку доручили очолити парафію в селі Ласків поблизу Грубешева.
Окрім того, що ця місцевість була окупована німецькими військами, її вирізняло сильне міжетнічне протистояння, що виникло між місцевими українцями та поляками. У часи пастирського служіння отця Лева на обійстя українських селян Грубешівщини здійснювали напади вояки Батальйонів хлопських, від них неодноразово страждала й оселя молодих Коробчуків. Сам священник попри свою відданість українським традиціям змушений був приховувати національну символіку, йдучи вулицями Ласкова. Втім, це була лише розумна обережність, а не принизливий страх. Так, 6 травня 1943 року від рук поляків загинув отець Сергій Захарчук (також зарахований до лику мучеників Холмських і Підляських). Лев Коробчук разом із п'ятьма іншими православними священниками, не боячись осуду польських односельців, влаштував хресну ходу назустріч похоронній процесії. Така щира вірність рідному народові не залишилась непоміченою недоброзичливцями. 10 березня 1944 року церква, в якій отець Лев відправляв заупокійну службу разом із 20 вірянами, була оточена вояками підпільних формувань. Усі, хто на ту мить перебував у храмі, були закатовані, зокрема, тіло Лева Коробчука нападники розрізали навпіл уздовж.
Тіла загиблих поспіхом засипали землею на місці страти, а церкву і будинки багатьох ласківчан спалили. За кілька тижнів небіжчиків перепоховали на кладовищі Ласкова. За спогадами матері, тіло сина вона ідентифікувала лише за взуттям. Точне розташування могили Лева Коробчука історикам невідомо.

## Культ
З огляду на особливі страждання, які Польській православній церкві довелося винести у XX столітті, було вирішено канонізувати найвизначніших її представників. 20 березня 2003 року Священний собор єпископів у Любліні ухвалив рішення про зарахування до лику священномучеників вісьмох богопосвячених осіб, які стали відомі як мученики Холмські і Підляські. До їхнього числа належить і Лев Коробчук.
Урочистості прославлення нових святих відбулися 7—8 червня 2003 року в катедральній церкві святого Івана Богослова — єдиного діючого православного храму Холма. На них були присутні ієрархи як Польської православної церкви, так і багатьох автокефальних православних церков світу, а також Надзвичайний і Повноважний посол України Олександр Никоненко. Загалом у літургії взяли участь понад сотня священнослужителів та близько 2 тисяч прочан. Єдина з родини Коробчуків, хто була присутня на канонізаційних урочистостях, сестра Надія.
На честь мучеників Холмських і Підляських укладені тропар, кондак і величання, створена ікона (на ній Лев Коробчук зображений у центрі другого ряда). Під час урочистостей на їхню честь виконаний особливий кант. Офіційним днем спомину мучеників Холмських і Підляських встановлено першу неділю червня. Крім того, єпископом може бути встановлений осібний спомин того чи іншого священномученика у дати, пов'язані із його життям, в першу чергу, у день смерті.

## Родина
- Батько — Гавриїл Коробчук (†1968), протоієрей парафії Кульня в Білгорайському повіті, вікарій українського православного собору Різдва Пресвятої Богородиці у Холмі. Під час Другої світової війни вивіз до Луцька Холмську ікону Божої Матері.
- Мати — ім'я і роки життя невідомі. Після смерті сина мешкала у Луцьку разом із чоловіком.
- Сестри — Віра і Надія (у шлюбі Горлицька-Коробчук), мешканки Луцька. Надія була відомою майстринею вишивки, після смерті батька таємно зберігала Холмську ікону Божої Матері, у 1996 році передала її до Музею Волинської ікони.
- Дружина — Віра (до шлюбу Щур; 1923—1982). Після смерті чоловіка разом із дітьми оселилася спочатку на Волині, а згодом у Черкасах. Вдруге не одружувалася, все життя пропрацювала на нижчих посадах у лікарні, не наживши статків.
- Діти — Олександр та Раїса, за радянських часів виїхали на постійне проживання до РРФСР.